# Condado de Sullivan (Nova Iorque)
O Condado de Sullivan (em inglês:  Sullivan County) é um dos 62 condados do estado americano de Nova Iorque. A sede e cidade mais populosa do condado é Monticello. Foi fundado em 1809.
O condado tem uma área de 2 580 km², dos quais 2 510 km² estão cobertos por terra e 30 km² por água, uma população de 77 547 habitantes, e uma densidade populacional de 30,9 hab/km² (segundo o censo nacional de 2010).